# Ilkivci (okres Mukačevo)
Ilkivci, česky Jivkovce, ukrajinsky Ільківці, dříve Єнківці./Jenkiivci, maďarsky lkó, jsou ves  v obci Bobovyšče, v ivanovecké venkovské komunitě (hromadě), v mukačevském okrese Zakarpatské oblasti Ukrajiny. V roce 2025 zde žilo 76 obyvatel.

## Historie
Ves byla poprvé zmíněna v roce 1610 pod názvem Ilkofalwa. Do uzavření Trianonské smlouvy byla součástí Uherska, poté (pod názvem Jivkovce) byla součástí Československa. V roce 1921 zde stálo 14 domů a žilo zde 77 obyvatel – Rusínů. Od roku 1945 byla součástí Ukrajinské sovětské socialistické republiky, která byla součástí SSSR, a nakonec od roku 1991 je součástí samostatné Ukrajiny.